# Boettcheria
Boettcheria is een vliegengeslacht uit de familie van de dambordvliegen (Sarcophagidae).

## Soorten
- B. bisetosa Parker, 1914
- B. cimbicis (Townsend, 1892)
- B. latisterna Parker, 1914
- B. litorosa (Reinhard, 1947)
- B. melanderi Dodge, 1967
- B. mexicana Lopes, 1950
- B. praevolans (Wulp, 1895)